# Bollapalle
Bollapalle là một mandal thuộc huyện Guntur, bang Andhra Pradesh, Ấn Độ.